# Pavane pour une infante défunte
Pavane pour une infante défunte (Pavane voor een overleden (Spaanse) prinses) is een muziekstuk voor piano, dat in 1899 werd geschreven door de destijds 24-jarige Maurice Ravel. Ravel schreef in 1910 ook een georkestreerde versie. Het stuk werd al gauw bijzonder populair. De enorme populariteit werd voor Ravel zelfs een bron van ergernis omdat hij vond dat hij ná de Pavane veel betere stukken had geschreven, die tóch minder geliefd waren.
Later rekende hij dan ook genadeloos met dit werk uit zijn jeugd af. Hij schreef: "Ik zie heel goed de zwakheden van het stuk: de al te opvallende invloed van Chabrier en de nogal gebrekkige vorm". Hij ergerde zich ook altijd buitengewoon aan stereotiepe uitvoeringen van zijn Pavane en placht te zeggen dat het de prinses was die was overleden en niet de Pavane.
Over de titel werd veel gespeculeerd. Ravel was hier echter zeer openhartig over. Hij had de titel gekozen omdat hij de alliteratie van de “p’s” in Pavane en pour én de “f’s” van Infante en défunte zo mooi had gevonden.
Er zijn later talloze bewerkingen van dit muziekstuk verschenen.